# Mégafaune australienne
Le terme mégafaune australienne s'applique aux espèces animales de grande taille de l'Australie qui se sont éteintes  à la fin du pléistocène, entre 50 000 et 20 000 ans. Les datations à l'uranium-thorium montrent qu'ils ont disparu en un assez bref laps de temps lorsque les humains sont apparus sur le continent, il y a 47 000 ans.

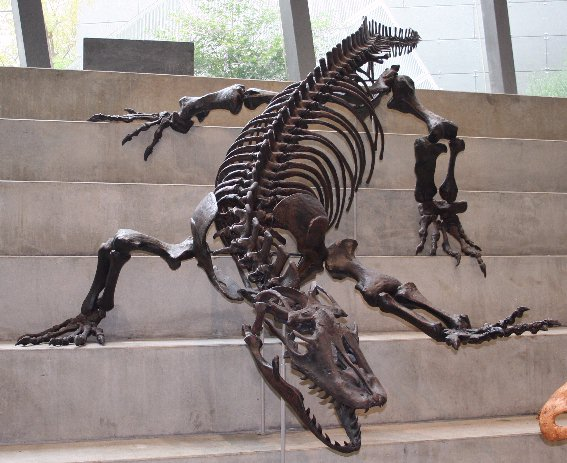
Squelette de Megalania prisca au musée de Melbourne.

## Les origines de la faune de l'Australie

L'Australie aurait fait partie autrefois du supercontinent Gondwana.

L'histoire géologique et climatique de l'Australie a contribué à rendre sa faune unique. Autrefois, l'Australie faisait partie du supercontinent méridional Gondwana qui incluait aussi l'Amérique du Sud, l'Afrique, l'Inde et l'Antarctique. Il y a 140 Ma, le Gondwana commence à se scinder. Puis, il y a environ 50 Ma, l'Australie se sépare de l'Antarctique et reste relativement isolée jusqu'à la collision de sa plaque tectonique avec celle de l'Asie qui aura lieu au cours du Miocène, il y a 5,3 Ma. La plus grande partie de la faune autochtone d'Australie s'est donc différenciée depuis le Crétacé.
L'établissement et l'évolution de la faune australienne, telle qu'elle se présente aujourd'hui, semblent être le fruit du climat unique et de la géologie de ce continent. La faune unique issue du Gondwana, les marsupiaux par exemple, a su survivre et s'adapter en Australie.
Après le Miocène, une faune de petits animaux d'origine asiatique a pu s'y établir. La ligne Wallace (ligne hypothétique séparant les régions zoogéographiques d'Asie et d'Australasie) délimite la frontière tectonique entre l'Eurasie et la plaque indo-australienne. En raison de cette frontière continentale, aucune terre reliant l'Asie à l'Australie n'a pu se former, ce qui permit une distribution zoologique de la faune australienne distincte de celle d'Asie, hormis pour les espèces migratrices comme les oiseaux. À la suite de l'émergence du courant circumpolaire vers le milieu de l'Oligocène (il y a quelque 15 millions d'années), le climat australien devint de plus en plus aride, donnant lieu à l'apparition de divers groupes d'organismes spécialisés pour cette température, de la même manière l'humidité tropicale et saisonnière des côtes donnait naissance à des espèces uniques adaptées à cet environnement.

## Description
Un des sites de fossiles les plus importants pour la mégafaune australienne se trouve au sein du Parc national de Naracoorte Caves. Le Lac Callabonna en est un autre site.

### Lesmarsupiaux

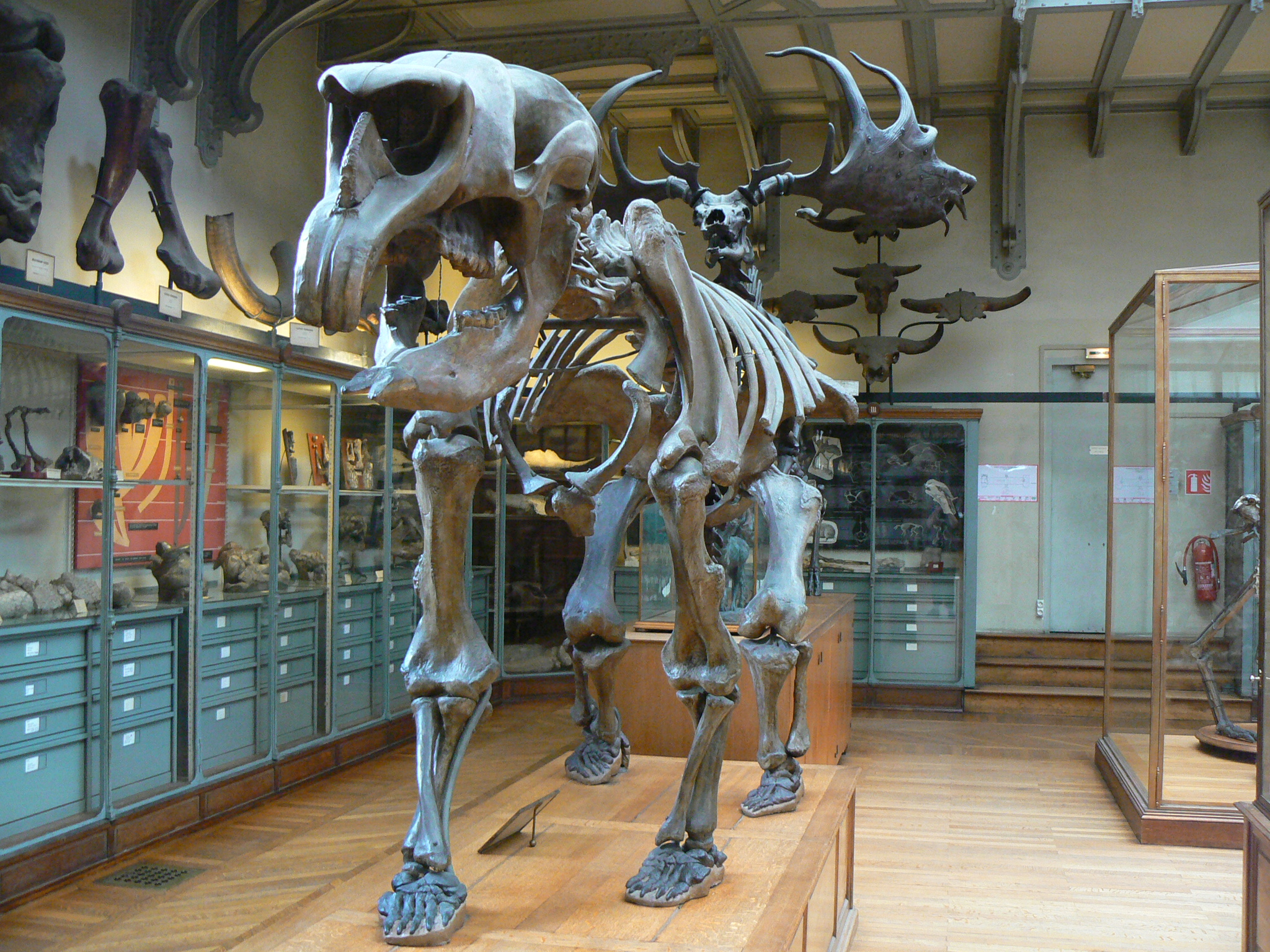
Diprotodon australis au Muséum national d'histoire naturelle, à Paris

- Il existait un certain nombre de kangourous géants comme les
  - Procoptodon
  - Simosthenurus.
  - Silvaroo 
  - Sthenurus

- Des wallabies géants comme 
  - les Protemnodon
  - Congruus
- Des Wombats géants, comme les
  - Diprotodon
  - Zygomaturus
  - Warrendja
- Des koalas géants, comme les
  - Phascolarctos
- Des carnivores géants comme les
  - Thylacoleo
  - Sarcophilus
  - Propleopus, un kangourou omnivore
- Des "tapirs" marsupiaux, Palorchestes

### Monotrèmes
Bien que deux espèces de monotrèmes aient disparu, seuls les Zaglossus hacketti, mesurant plus d'un mètre peuvent être classés dans la mégafaune.

### Lesreptiles
- les Wonambi naracoortensis (des serpents constricteurs australiens de cinq à six mètres de long)
- les Megalania prisca (des varans géants)
- les Quinkana, un genre de crocodile
- Des serpents constricteurs de près de 10 mètres du genre Liasis

### Lesoiseaux

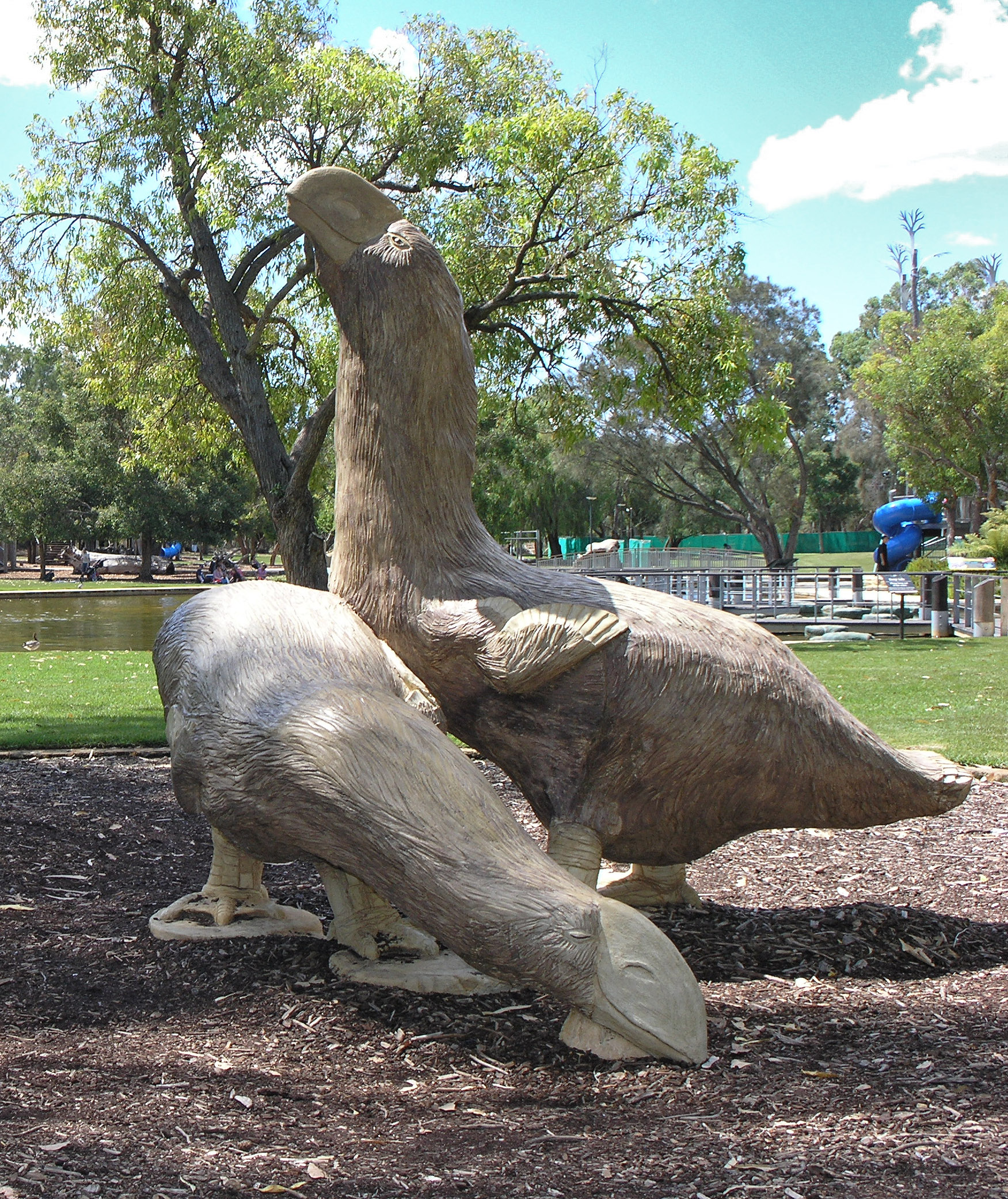
Bullockornis planei au Kings Park de Perth

- Plusieurs espèces de la famille des Dromornithidae : ce groupe d'oiseaux est plus étroitement lié aux oiseaux aquatiques qu'aux ratites modernes.
  - Le Dromornis stirtoni, était un oiseau incapable de voler de trois mètres d'envergure qui pesait environ 500 kilogrammes. Il est l'un des plus grands oiseaux découverts. Il a habité les régions boisées ouvertes subtropicales et était peut-être carnivore. Il était plus lourd que le Moa et plus grand que l'Aepyornis.
  - Le Bullockornis planei avait une envergure de 2.5 mètres et pesait jusqu'à 250 kilogrammes. Il était probablement carnivore.
  - Le Genyornis newtoni de la taille d'une autruche a été le dernier survivant des Dromornithidae. Il avait une grande mâchoire inférieure et était probablement omnivore.
- Le Leipoa gallinacea.

## Extinction

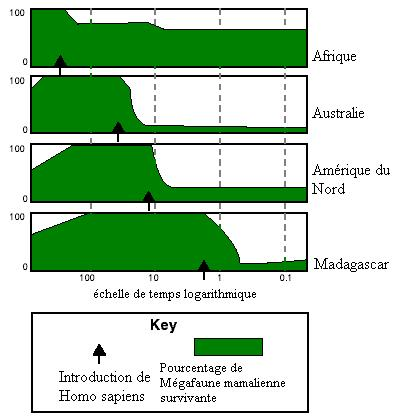
Pourcentage d'espèces de mammifère géant survivant

On inscrit cette extinction comme précurseur d'une autre, à l'Holocène. La cause de l'extinction est source de nombreuses recherches controversées. L'irruption d'Homo sapiens étant une des causes les plus probables. Aussi, les rôles respectifs joués par la chasse et la modification du paysage telles que pratiquées par les aborigènes d'Australie, d'une part, et par la période de glaciation, d'autre part, font aujourd'hui l'objet de débats.

### Hypothèse humaine
Pendant au moins 40 000 ans, la faune australienne a eu une large influence sur le style de vie des aborigènes d'Australie qui trouvaient dans de nombreuses espèces une source de nourriture et de peaux. Le fire-stick farming (brûlis), souvent employé par les aborigènes, a beaucoup modifié la faune et la flore. Ce terme australien désigne une pratique qui consistait à brûler de vastes terres pour faciliter la chasse et la pousse de nouvelles espèces de plantes. Ainsi, l'homme serait responsable de la disparition, vers la fin du Pléistocène, de grands animaux au régime alimentaire spécialisé, tels que les oiseaux incapables de voler du genre Genyornis.
Des hypothèses connexes liées à l'arrivée de l'homme existent, par exemple l'introduction de maladies portées par les animaux domestiques. La compétition alimentaire avec les espèces carnivores et les déséquilibres collatéraux engendrés par cette compétition sont aussi invoqués.
En janvier 2017, une étude de sédiments prélevés sur la côte sud-ouest de l'Australie datant d'il y a 150 000 ans à nos jours a permis de reconstituer le climat et les environnements pour cet intervalle de temps. L'étude conduite par Sander van der Kaars a démontré en particulier que les spores d'un champignon (Sporomiella) qui poussait sur les excréments des grands mammifères herbivores ont disparu rapidement, en quelques milliers d'années, il y a 45 000 ans, lors de l’arrivée de l'homme en Australie, sans qu'aucun changement climatique notable n'intervienne. La responsabilité de l'homme dans la disparition des grands mammifères herbivores australiens parait ainsi bien établie,,.
Certaines espèces de la mégafaune survivaient encore en Tasmanie il y a 40 000 ans, quand l'abaissement du niveau de la mer permit aux humains d'atteindre l'île.

### Hypothèse climatique
L'aridité accrue, survenue au cours de la période de glaciation qui a eu lieu il y a 18 000 ans, aurait, selon cette théorie, eu des effets sur l'extinction de la mégafaune. Cependant, cet argument s'oppose au fait que ces espèces avaient survécu, durant 2 millions d'années, à plusieurs périodes glaciaires arides, avant de s'éteindre très brusquement.
Les analyses isotopiques du carbone et de l'oxygène dentaire suggèrent que le climat régional d'alors était similaire au climat aride d'aujourd'hui, et que par conséquent cette mégafaune était adaptée au climat. Ceci fragilise encore cette théorie.

## Mythes et légendes
Certaines espèces éteintes de la mégafaune, telles que les diprotodons qui ressemblent à des bunyips et les thylacoleos agissant comme des drop bears sont peut-être à l'origine des légendes cryptozoologiques,. De plus, certaines personnes affirment que Megalania existe toujours bien qu'aucune preuve concrète ne soit répertoriées à ce jour.